# Immobilien- und Wohnungsportal
Ein Immobilien- und Wohnungsportal ist ein im Internet betriebener Markt für Immobilien und Wohnungen. 
Dort treffen Eigentümer, Vermieter und Makler auf Käufer oder Mieter und Tauschpartner auf Tauschpartner.

## Beispielliste von deutschsprachigen Portalen und ihren aktuellen Eignern
- wg-gesucht.de: Stuttgarter Service der SMP GmbH & Co. KG. Wohnungsvermittlung für kleinere Wohnungen und Wohngemeinschaften
- immoscout.de: Münchener Scout 24, mit relevanten Aktienanteilen des Finanzinvestors BlackRock (allerdings keine Mehrheitsbeteiligung)[1] Wohnungs- und Immobilienvermittlung.
- immowelt.de bzw. immowelt.ch: Nürnberger Immowelt mit Mehrheitseigner Axel Springer. Wohnungs- und Immobilienvermittlung.

## Kosten
Die Kosten variieren und hängen von den unterschiedlichen Geschäftsmodellen und dem jeweiligen Vertragspartner ab. (B2B, B2C) (Mieter, Vermieter, Makler)

### Kosten für Wohnungsanbieter
- WG-Gesucht ist kostenlos für Wohnungsanbieter oder Wohnungssuchende und finanziert sich über Werbung. (6. August 2020)
- Immoscout ist für die ersten 25 Anfragen während der ersten Woche kostenfrei. Bei einem weiter gehenden Vertrag werden weitere Kosten fällig. (6. August 2020)
- Immowelt ist für zwei Wochen und beliebig viele Anfragen kostenfrei. Man muss auch in dieser Variante kündigen, sonst geht der Vertrag in einen kostenpflichtigen Vertrag über. Allerdings gibt es vorab eine Kündigungserinnerung. (6. August 2020)

### Kosten für Immobilienanbieter
Die Preisgestaltung vieler großer Portale ist nicht immer vor Einstellung einer Anzeige ersichtlich. Oft werden die Kosten erst berechnet, nachdem ein Angebot eingestellt wurde.